# Stumptown Athletic
Stumptown Athletic é um clube  americano de futebol proposto para jogar na National Independent Soccer Association (NISA). O clube é baseado em Matthews, Carolina do Norte, um subúrbio de Charlotte .

## Nome e História
O nome do clube deriva de um apelido antigo para Matthews, derivado do fato de os agricultores cortarem tantas árvores para limpar a terra que a cidade ficou cheia de tocos de árvores .
Por um tempo, pouco se sabia sobre o clube, e foi mencionado nos comunicados de imprensa da liga simplesmente como "Charlotte". O nome do clube foi revelado oficialmente em junho de 2019. A equipe é de propriedade de Christopher Clarke, advogado de Atlanta,  especializado em gerenciamento de patrimônio, e Casey Carr, ex - jogador de futebol universitário com o DePaul Blue Demons e empresário baseado no condado de Mecklenburg . Carr atua como presidente do clube e GM .
Em 21 de julho de 2019, o clube nomeou Mark Steffens como treinador . Steffens anteriormente treinou o Charlotte Eagles e serviu como assistente do Charlotte Lady Eagles .

## Estádio
Para o temporada de 2019 da NISA, a equipe alternará entre o CSA OrthoCarolina Sportsplex em Pineville e o Sportsplex em Matthews . A gerência do clube vê o Sportsplex em Matthews como o lar de longo prazo da equipe.

## Estatísticas

### Participações
|  | Participações em 2020 |

| Competição     | Competição               | Temporadas | Melhor campanha  | Estreia | Última | P | R |
| Estados Unidos | Lamar Hunt U.S. Open Cup | 1          | Estreante (2020) | 2020    | 2020   |   | – |